# Joel Buchanan Danner

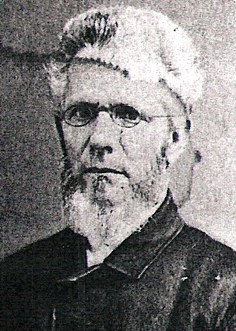
Joel Buchanan Danner

Joel Buchanan Danner (* 1804 in Liberty, Maryland; † 29. Juli 1885 in Gettysburg, Pennsylvania) war ein US-amerikanischer Politiker. In den Jahren 1850 und 1851 vertrat er den Bundesstaat Pennsylvania im US-Repräsentantenhaus.

## Werdegang
Über die Jugend und Schulausbildung von Joel Danner ist nichts überliefert. Später betrieb er in Gettysburg einen Eisenwarenladen. Außerdem war er im Kutschenbau tätig. In Gettysburg war er zeitweise auch Friedensrichter. Politisch schloss er sich der Demokratischen Partei an.
Nach dem Tod des Abgeordneten Henry Nes wurde Danner bei der fälligen Nachwahl für den 15. Sitz von Pennsylvania als dessen Nachfolger in das US-Repräsentantenhaus in Washington, D.C. gewählt, wo er am 2. Dezember 1850 sein neues Mandat antrat. Bis zum 3. März 1851 konnte er die laufende Legislaturperiode im Kongress beenden.
Nach seiner Zeit im US-Repräsentantenhaus nahm Joel Danner seine früheren Tätigkeiten in Gettysburg wieder auf. Während des Bürgerkrieges war er Mitglied des Gettysburg Central Relief Committees. Im Vorfeld der Schlacht von Gettysburg stellte er beim Vormarsch des Südstaatengenerals Robert E. Lee Miliztruppen zusammen. Er wurde dann Augenzeuge der Schlacht. Joel Danner verbrachte auch den Rest seines Lebens in Gettysburg, wo er am 29. Juli 1885 verstarb.